# Beauvoir-en-Royans
Beauvoir-en-Royans är en kommun i departementet Isère i regionen Auvergne-Rhône-Alpes i sydöstra Frankrike. Kommunen ligger i kantonen Pont-en-Royans som tillhör arrondissementet Grenoble. År 2022 hade Beauvoir-en-Royans 96 invånare.

## Befolkningsutveckling
Antalet invånare i kommunen Beauvoir-en-Royans
Referens:INSEE